# انتخابات عامة

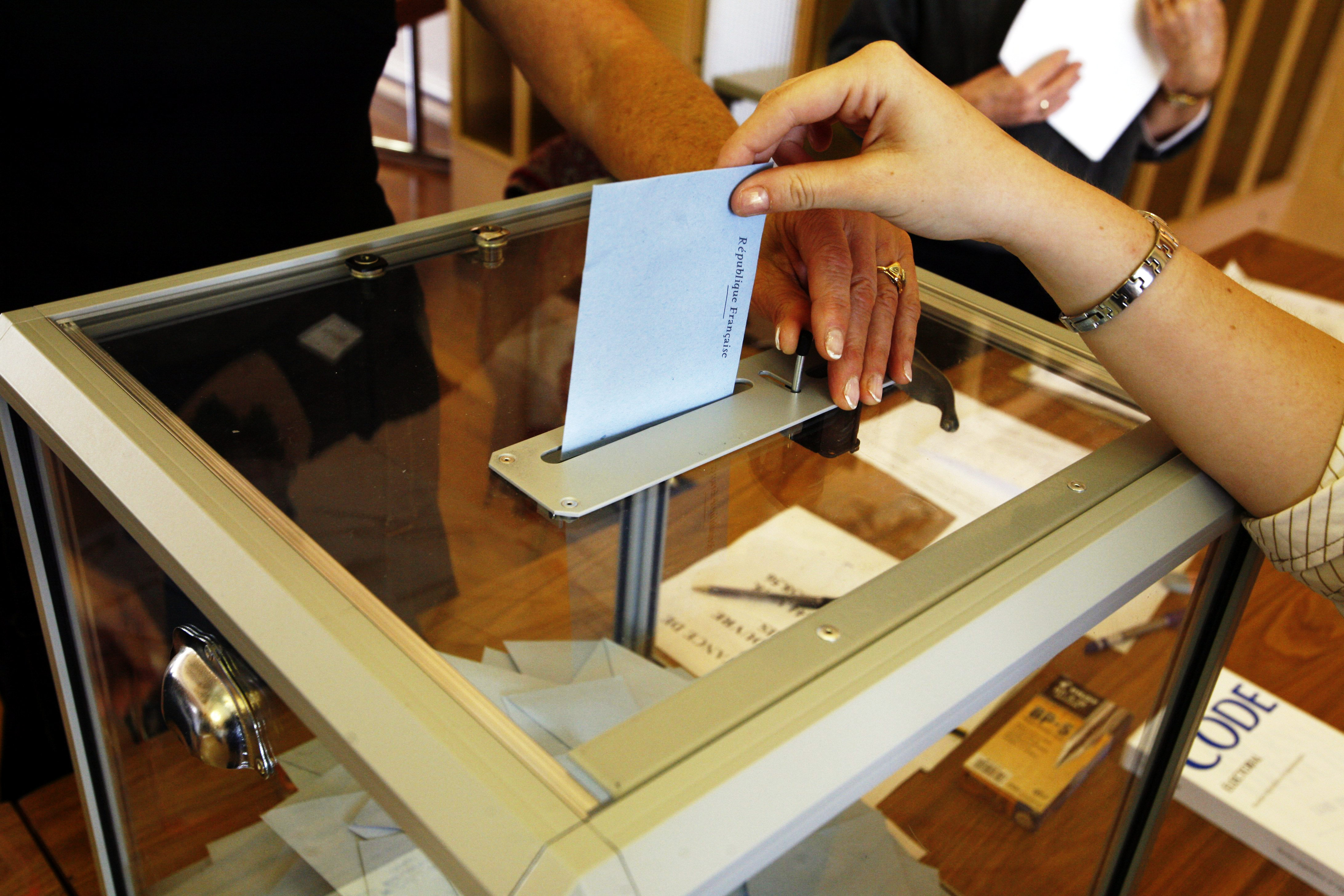

في النظام البرلماني، الانتخابات العامة هي انتخابات يتم فيها اختيار فيها جميع أعضاء هيئة سياسية معينة أو معظمهم. ويُستخدَم هذا المصطلح عادةً للإشارة إلى الانتخابات التي تعقدها الهيئة التشريعية الأساسية بدولة ما، وهي تختلف عن الانتخابات الفرعية والانتخابات المحلية.
وفي النظم الرئاسية، يشير هذا المصطلح إلى انتخابات ذات جدول زمني منتظم يُختار فيها الرئيس، وإما «فئة» واحدة من أعضاء السلطة التشريعية الوطنية أو جميعهم في نفس الوقت. ويوم الانتخابات العامة قد يتضمن أيضًا انتخاب المسؤولين المحليين.
نشأ هذا المصطلح للمرة الأولى في الانتخابات العامة بالمملكة المتحدة لمجلس العموم.

## في المملكة المتحدة
يشير مصطلح الانتخابات العامة في المملكة المتحدة عادةً إلى انتخاب أعضاء مجلس العموم. وينص قانون البرلمانات محددة المدة لعام 2011 على أن المدة بين الانتخابات العامة والانتخابات التي تليها ثابتة، وهي 5 سنوات، إلا إذا سحب مجلس العموم الثقة من الحكومة قبل انقضاء هذه المدة أو إذا اتخذ المجلس قرارًا - بدعم ثلثي عدد أعضائه على الأقل - بضرورة عقد انتخابات قبل انقضاء هذه السنوات الخمس.
يمكن، بالطبع، استخدام المصطلح أيضًا للإشارة إلى الانتخابات التي تُجرَى لتشكيل أي هيئة منتخبة ديمقراطيًا بحيث تنطبق شروط الانتخاب على جميع أعضاء هذه الهيئة. على سبيل المثال، يصف القسم الثاني من قانون إسكتلندا لعام 1998، إلى الانتخابات العادية للبرلمان الإسكتلندي، على وجه الخصوص، بأنها انتخابات عامة.
تُجرَى الانتخابات العامة في بريطانيا، عادةً، ظهيرة أحد أيام الخميس. وآخر انتخابات عامة لم تُجرَى يوم الخميس كانت انتخابات عام 1931.
ويمكن أن تختلف مدة البرلمان البالغة خمس سنوات حسب قانون البرلمان الذي تنفذه الهيئات المتعددة. وحدث ذلك أثناء الحربين العالميتين. فأطيلت مدة البرلمان المنتخب في ديسمبر 1910 إلى نوفمبر 1918, والبرلمان المنتخب أيضًا في نوفمبر 1935 امتدت مدته إلى يونيو 1945. ويملك مجلس اللوردات حق التصويت المطلق على أي مشروع قانون لإطالة مدة البرلمان.

## في الهند
تُعَد الانتخابات العامة في الهند من أهم صور ممارسات الديمقراطية في العالم. في عام 2004، زاد جمهور الناخبين بالانتخابات الهندية عن 670 مليونًا، أي ما يزيد عن ضِعف جمهور الناخبين الذي يحتل المرتبة الثانية، ألا وهو جمهور الناخبين في الانتخابات البرلمانية الأوروبية. وقد زادت النفقات المعلنة لهذه الانتخابات ثلاثة أضعاف منذ عام 1989 لتصل إلى حوالي 300 مليون، مع استخدام أكثر من مليون ماكينة تصويت إلكترونية. وتعمل لجنة الانتخابات في الهند على تنسيق الانتخابات، الأمر الذي يُنفَذ على مراحل بسبب العدد الضخم من الناخبين.
وفي الانتخابات العامة، يُنتخَب المُرشَحين لعضوية مجلس الشعب الهندي (Lok Sabha) ويُعرَفوا بأعضاء البرلمان. وتُجرَى الانتخبات كل خمسة أعوام.
تُجرَى الانتخابات العامة في السياسة الأمريكية كل خمسة أعوام، وتشمل الانتخابات الرئاسية. وهناك بعض صور التشابه بين الانتخابات العامة في النظم البرلمانية والانتخابات التي تحدد جميع مقاعد المجلس التي تُجرَى كل عامين، وإن لم يكن هناك تشابه بينها وبين «الدعوة لانتخابات مبكرة» في الولايات المتحدة. ويخوض أعضاء مجلس الشيوخ الأمريكي انتخابات لثلث أعضائه فقط كل عامين، بما في ذلك أثناء الانتخابات العامة.
في ولاية لويزيانا يعني مصطلح الانتخابات العامة انتخابات الإعادة التي تُجرَى بين المرشحين اللذين حصلا على أكبر عدد من الأصوات، وذلك وفق ما تحدده الانتخابات الأولية.

## حواشٍ
1. ↑  Scotland Act 1998 (c. 46) - 2. Ordinary general elections نسخة محفوظة 07 ديسمبر 2009 على موقع واي باك مشين.
2. ↑  Chapter 5 of the Louisiana Election Code, incorporating Section 18:401 of the Louisiana Revised Statutes. نسخة محفوظة 28 سبتمبر 2017 على موقع واي باك مشين.